# Apatania hamardabanica
Apatania hamardabanica là một loài Trichoptera trong họ Apataniidae. Chúng phân bố ở miền Cổ bắc.